# JeTran Air
JeTran Air (ursprünglich Acvila Air) war eine rumänische Charterfluggesellschaft mit Sitz in Bukarest und Basis auf dem Flughafen Bukarest-Băneasa.

## Geschichte
Die Gesellschaft wurde im Jahr 1994 unter dem Namen Acvila Air von Ion Menciu gegründet und war zunächst im internationalen Frachtflug- und Charterverkehr tätig. Dabei führte Acvila Air in den Jahren 1998 und 1999 auch Waffentransporte für israelische und rumänische Unternehmen nach Nigeria aus, die gegen das geltende UN-Embargo verstießen. Im Jahr 2004 erwarb das Unternehmen zwei McDonnell Douglas MD-80, die im Wet-Lease für andere Fluggesellschaften zum Einsatz kamen. Etwa zeitgleich wurde Ion Menciu wegen der illegalen Waffentransporte in Rumänien angeklagt und Acvila Air die internationalen Flugrechte entzogen. Um den Flugbetrieb fortsetzen zu können, wurde 2005 die neue Gesellschaft JeTran Air gegründet, in der Acvila Air im April 2006 aufging. Im Jahr 2008 übernahm die Ten Airways den Flugbetrieb und die Flugzeuge der JeTran Air.

## Flugziele
Es wurden Ziele innerhalb Europas im Charter bedient und Flugzeuge im Wetlease angeboten.

## Flotte
Mit Stand 2008 bestand die Flotte der JeTrain Air zuletzt aus zwei Flugzeugen:
- 2 McDonnell Douglas MD-82